# May Edward Chinn

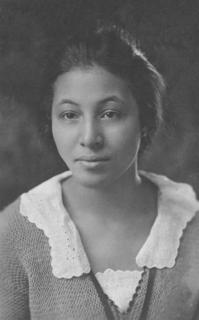
May Edward Chinn, 1917

 May Edward Chinn  (* 15. April 1896 in Great Barrington, Massachusetts; † 1. Dezember 1980 in New York City, New York (Bundesstaat)) war eine US-amerikanische Ärztin und medizinische Forscherin. Sie war die erste afroamerikanische Frau, die ein Praktikum im Harlem Hospital absolvierte.

## Leben und Werk
Chinn war die Tochter von Lula Ann Evans und dem ehemaligen Sklaven William Lafayette Chinn. Ihre Mutter war die Tochter eines Sklaven und einer Frau des Chickahominy-Volkes und arbeitete als Haushälterin bei dem Juwelier Charles Lewis Tiffany. Von ihrem angesparten Verdienst bezahlte ihre Mutter ihr die Ausbildung an der Bordentown Manual and Training Industrial School. Obwohl sie die High nicht abgeschlossen hatte, bestand Chinn 1917 die Aufnahmeprüfung am Columbia Teachers College und studierte Musik. Neben dem Studium erteilte sie Kindern Klavierunterricht und spielte in den 1920er Jahren vier Jahre lang Klavier für den Sänger Paul Robeson.

## Medizinische Karriere
Jean Broadhurst, Professorin für Bakteriologie am College schlug ihr vor, in die Wissenschaftsabteilung einzutreten. Chinn wechselte ihr Studienfach und begann gleichzeitig im Pathologielabor als studentische Hilfskraft für Broadhurst zu arbeiten. Chinn war aktives Mitglied von Delta Sigma Theta und im Februar 1921 gehörte sie neben der Anthropologin Eslanda Goode Robeson zu der ersten Gruppe von Frauen, die in das Alpha Beta-Kapitel aufgenommen wurden. Nach ihrem Abschluss 1922 studierte sie Medizin am Bellevue Hospital Medical College (heute NYU School of Medicine) und erwarb 1926 als erste afroamerikanische Absolventin ihren M.D. 
Das Rockefeller Institute hatte sie für ein Forschungsstipendium in Betracht gezogen, aber nicht an sie vergeben, da sie eine Afroamerikanerin war. Das Harlem Hospital war die einzige medizinische Einrichtung in der Stadt, welches ihr als erste Afroamerikanerin ein Praktikum anbot.
1928 gründete sie eine Privatpraxis im Edgecombe Sanitarium. Sie begleitete ihre Patienten zu deren Klinikterminen und da sich die Krankenhauskliniken weigerten, ihr die Forschungsinformationen der Patienten mitzuteilen, lernte sie die Technik der Biopsie. 1933 erwarb sie einen Master-Abschluss an der Columbia School of Public Health.
Nach ihrem Abschluss begann Chinn mit dem medizinischen Forscher George N. Papanicolaou zusammenzuarbeiten, der an einem Test für das Screening von Gebärmutterhalskrebs arbeitete, der jetzt Pap-Abstrich heißt.
1940 erhielt sie schließlich als erste Afroamerikanerin die Zulassung am Harlem Hospital, nachdem Bürgermeister Fiorello LaGuardia die Integration der Krankenhäuser nach dem politischen Druck der Harlemaufstände von 1935 angeordnet hatte.
1944 wurde sie von der Onkologin Elise L’Esperance an der Strang-Klinik mit der Erforschung von Krebs beauftragt. Die Strang-Kliniken waren bekannt für ihre Untersuchung und Prävention von Krebs. Chinn arbeitete 29 Jahre lang für die Strang-Kliniken, wo sie bis zu ihrer Pensionierung 1974 blieb, während sie ihre Privatpraxis in Harlem unterhielt. Von 1960 bis 1977 war Chinn auch als medizinische Beraterin für die Kindertagesstätte des Staates New York in New York tätig.
Sie wurde 1958 Mitglied der Society of Surgical Oncology und 1972 der American Society of Cytology. 1975 gründete sie eine Gesellschaft, um afroamerikanische Frauen für den Besuch der medizinischen Fakultät zu fördern. Sie war in ihrer Privatpraxis bis zum Alter von 81 Jahren tätig. Als sie 1980 zu Ehren eines Freundes an einem Empfang an der Columbia University teilnahm, brach sie zusammen und starb im Alter von 84 Jahren. 

## Ehrungen
1954 wurde Chinn Mitglied der New York Academy of Sciences. Sie erhielt 1980 den Distinguished Alumnus Award des Columbia Teachers College. 1980 verlieh ihr die Columbia University die Ehrendoktorwürde für ihre Beiträge zur Medizin. Die New York University verlieh ihr für ihre Pionierarbeit in der Krebsfrüherkennung und ihren engagierten Dienst für ihre Patienten in Harlem einen Doktortitel für Long Life Service.